# Fjodor Andrejevič Artemjev
‎
Fjodor Andrejevič Artemjev, sovjetski (ruski) častnik in heroj Sovjetske zveze, * 14. september 1914, † 10. marec 1992.

## Življenjepis
Leta 1939 je končal avtomehanično tehniško šolo v Gorkem in bil istega leta vpoklican v Rdečo armado; v njeni sestavi je ostal 23 let.
Med drugo svetovno vojno je bil pripadnik Volhovske in 1. beloruske fronte. 
27. februarja 1945 je prejel naziv heroja Sovjetske zveze za njegove zasluge in izkazan pogum v bojih za poljski mesti Żyrardów in Torunj.
Po vojni je končal Vojaško akademijo oklepnih sil Malinovski in nadaljeval kariero kot pedagog. Julija 1962 se je upokojil zaradi zdravstvenih razlogov kot podpolkovnik.

## Odlikovanja
- heroj Sovjetske zveze: 27. februar 1945 (№ 5755)
- red Lenina: 27. februar 1945 (№ 5755)
- 2x red rdeče zastave: 1944 in 1945
- red domovinske stopnje 2. stopnje: 1944
- red rdeče zvezde: 1954
- medalja »Za zasluge v boju« (1950)
- medalja »Za osvoboditev Varšave«
- medalja »Za zavzetje Berlina«
- medalja »Za zmago nad Nemčijo v veliki domovinski vojni 1941-1945«